# Kahnawake Gaming Commission
La Kahnawake Gaming Commission (Commission des jeux de Kahnawake) est un organisme de réglementation des jeux qui délivre des licences et réglemente un grand nombre de casinos en ligne, de salles de poker en ligne et de sites de paris sportifs en ligne, ainsi que trois salles de poker terrestres situées sur le territoire mohawk de Kahnawake.
La Commission a été créée en 1996 en vertu de la Kahnawake Gaming Law (Loi sur les jeux de Kahnawake) adoptée par le Conseil de bande des Mohawks de Kahnawake. Les règlements de la Commission concernant les jeux interactifs ont été adoptés en juillet 1999.
Les autorisations délivrées par la Commission aux opérateurs de jeux en ligne sont appelées Client Provider Authorizations. La Commission exige des frais initiaux pour une Client Provider Authorization de 25 000 $ US, plus des frais de 5 000 $ US pour chaque Key Person Licence. Les frais comprennent le coût de la première cotisation annuelle pour la Client Provider Authorization et la Key Person Licence et sont remboursables si une demande n'est pas accordée.

## Légalité
Le Conseil de bande des Mohawks de Kahnawake et la Commission ont toujours affirmé que la compétence de promulguer la Loi sur les jeux de Kahnawake est un aspect des droits des Mohawks de Kahnawake ou des droits ancestraux qui existent depuis des temps immémoriaux et qui ont été reconnus et confirmés tout récemment dans le paragraphe 35(1) de la Loi constitutionnelle de 1982 du Canada. Depuis sa création en 1996, la légalité de la Loi sur les jeux de Kahnawake et les activités de la Commission n'ont jamais été contestées en vertu des lois du Canada ou de toute autre juridiction.
En juillet 2007, dans une affaire qui contestait une décision de la Commission refusant la délivrance d'un permis, la Cour supérieure du Québec s'est prononcée en faveur de la Commission. Toutefois, comme la Cour a statué contre le demandeur, elle a déclaré que « la Cour ne juge pas nécessaire de se prononcer sur la validité... de la loi sur les jeux de hasard ».

## Activité réglementaire
Actuellement, la Commission octroie des licences à plus de 50 opérateurs de jeux en ligne, ce qui représente environ 250 sites de jeux en ligne.
En septembre 2009, après une longue enquête, la Commission a rendu sa décision dans ce qui est devenu le scandale de la tricherie d'Ultimate Bet (en). La décision de la Commission a confirmé qu'il y avait eu tricherie sur le site de poker Ultimate Bet et a imposé un certain nombre de sanctions à la société propriétaire d'Ultimate Bet, Tokwiro Enterprises (en), notamment : un remboursement d'environ 22 millions de dollars américains aux joueurs d'Ultimate Bet, une amende de 1 500 000 dollars américains et une demande de modification des opérations d'Ultimate Bet de plusieurs manières spécifiques afin de garantir qu'il n'y ait plus de tricherie.
En septembre 2016, la New Jersey Division of Gaming Enforcement (Division de l'application des jeux du New Jersey) a annoncé qu'elle était parvenue à un accord avec la Kahnawake Gaming Commission selon lequel la Kahnawake Gaming Commission ne fournirait plus de licences aux opérateurs de jeux qui acceptent des clients des États-Unis.